# كمال الشيخ
كمال الشيخ (5 فبراير 1919 - 2 يناير 2004)، مخرج سينمائي مصري عُرف في الخمسينات وأوائل الستينات بأنه «هيتشكوك مصر» بسبب تأثره بسينما المخرج البريطاني المعروف ألفريد هيتشكوك واهتمامه بالأفلام البوليسية التي تعتمد على الحبكة الدرامية. ولم يحصل سوى على الثانوية العامة [بحاجة لمصدر].

## حياته الفنية
بدأ حياته الفنية في غرفة المونتاج، عام 1943. وأخرج أول فيلم له بعنوان «المنزل رقم 13»، عام 1952. كوّن شركة إنتاج سينمائي بالاشتراك مع الفنان رأفت الميهي وباكورة إنتاجها فيلم «على من نطلق الرصاص».

## الإنتاج الفني
أخرج أكثر من 33 فيلماً طويلاً، مثل بمعظمها مصر في المهرجانات العالمية وأسابيع الأفلام، كما حصل معظمها على أعلى الجوائز. وأخرج أفلام مشتركة في دول أوروبية.
أخرج فيلما عن الفدائيين الفلسطينيين وفيلما عن سوريا عندما زارها ضمن وفد المجلس الأعلى لرعاية الفنون والآداب والعلوم الاجتماعية، عام 1961.

## المهرجانات التي شارك فيها
- مهرجان كان بفرنسا، عام 1964 (فيلم الليلة الأخيرة).
- مهرجان كارلونيفاي بتشيكوسلوفاكيا، عام 1965 (فيلم الشيطان الصغير).
- مهرجان بيروت عام 1965 (فيلم الخائنة).
- مهرجان رومانيا، عام 1967 (فيلم أبو الهول الزجاجي).

## أعماله

### إخراج
- 1952: المنزل رقم 13
- 1953: مؤامرة
- 1954: حياة أو موت
- 1955: حب ودموع
- 1956: حب وإعدام
- 1956: الغريب
- 1956: أرض الأحلام
- 1957: تجار الموت
- 1957: الملاك الصغير
- 1957: أرض السلام
- 1958: سيدة القصر
- 1959: من أجل حبي
- 1959: من أجل امرأة
- 1959: قلب يحترق
- 1960: ملاك وشيطان
- 1960: حبي الوحيد
- 1961: لن أعترف
- 1962: اللص والكلاب
- 1963: الليلة الأخيرة
- 1963: الشيطان الصغير
- 1965: الخائنة
- 1966: 3 لصوص
- 1967: المخربون
- 1968: الرجل الذي فقد ظله
- 1968: أبو الهول الزجاجي
- 1969: ميرامار
- 1969: بئر الحرمان
- 1970: غروب وشروق
- 1971: شيء في صدري
- 1974: الهارب
- 1975: على من نطلق الرصاص
- 1978: وثالثهم الشيطان
- 1978: الصعود إلى الهاوية
- 1982: الطاووس
- 1987: قاهر الزمن

### تأليف
- 1952: المنزل رقم 13 (مؤلف)
- 1954: حياة أو موت (قصة وسيناريو)
- 1956: أرض الأحلام (سيناريو)
- 1959: قلب يحترق (سيناريو)
- 1960: ملاك وشيطان (سيناريو)
- 1962: اللص والكلاب (مشارك في السيناريو والحوار)
- 1963: الشيطان الصغير (سيناريو وحوار)
- 1968: أبو الهول الزجاجي (سيناريو وحوار)
- 1987: قاهر الزمن (الإعداد السينمائي)

### مونتاج
- 1941: إلى الأبد
- 1942: أحلام الشباب
- 1944: البؤساء
- 1944: من الجاني
- 1944: طاقية الإخفاء
- 1944: شهداء الغرام
- 1944: حنان
- 1944: الأبرياء
- 1945: مدينة الغجر
- 1945: ليلى بنت الفقراء
- 1945: ليلة الجمعة
- 1945: كازينو اللطافة
- 1945: المظاهر
- 1945: البني آدم
- 1946: ملاك الرحمة
- 1946: عودة طاقية الإخفاء
- 1946: شمعة تحترق
- 1946: سر أبي
- 1946: رجل المستقبل
- 1946: الماضي المجهول
- 1946: الطائشة
- 1946: الخمسة جنيه
- 1947: قلبي دليلي
- 1947: فاطمة
- 1947: عودة الغائب
- 1947: المتشردة
- 1947: العقل في أجازة
- 1947: الأب
- 1947: ابن عنتر
- 1948: عنبر
- 1948: طلاق سعاد هانم
- 1948: سجى الليل
- 1948: حياة حائرة
- 1948: أميرة الجزيرة
- 1949: ليلة العيد
- 1949: غزل البنات
- 1950: ياسمين
- 1950: كيد النساء
- 1950: شاطئ الغرام
- 1950: دموع الفرح
- 1950: جوز الأربعة
- 1950: المليونير
- 1950: الأفوكاتو مديحة
- 1950: آخر كدبة
- 1951: ليلة غرام
- 1951: ليلة الحنة
- 1951: قطر الندى
- 1951: ظهور الإسلام
- 1951: حبيب الروح
- 1951: الشرف غالي
- 1952: ما تقولش لحد
- 1952: عايزة أتجوز
- 1952: المهرج الكبير
- 1952: الإيمان
- 1953: دهب
- 1953: بنت الأكابر

## الجوائز والأوسمة
- الجائزة الأولى في المونتاج «مسابقة وزارة الشئون الاجتماعية»، عام 1951.
- الجائزة الأولى في الإخراج عن فيلمه «الليلة الأخيرة» من وزارة الثقافة، عام 1965.
- الجائزة الأولى في الإخراج عن فيلم «الرجل الذي فقد ظله»، عام 1968.
- جائزة الامتياز في الإخراج لمجموعة من أعماله التي تمثل قيمة فنية خاصة في السينما المصرية.
- جائزة الدولة التقديرية في الفنون من المجلس الأعلى للثقافة، عام 1991.

## وفاته
توفي كمال الشيخ في يوم الجمعة 2 يناير 2004 عن عمر ناهز الـ 85 إثر التهاب حاد جداً في الأعصاب.

## وصلات خارجية
- كمال الشيخ على موقع IMDb (الإنجليزية)
- كمال الشيخ على موقع الدهليز
- كمال الشيخ على موقع قاعدة بيانات الأفلام العربية
- كمال الشيخ على موقع أول موفي (الإنجليزية)
- كمال الشيخ على موقع قاعدة بيانات الفيلم (الإنجليزية)
- كمال الشيخ على موقع كينوبويسك (الروسية)